# Kirby 64: The Crystal Shards
Kirby 64: The Crystal Shards, és un videojoc de plataformes desenvolupat en tres dimensions que va sortir a la venda per a la consola Nintendo 64. El protagonista del mateix és Kirby, la bola rosa d'altres títols anteriors de la companyia HAL Laboratory. L'objectiu bàsic del joc consisteix a absorbir enemics, adquirir les seves habilitats i superar els nivells de cada món (set en total).

## Argument
És la manera principal del joc. En el mateix recorrerem els set nivells, els quals consten al seu torn de quatre etapes cadascun (el que ofereix un nombre de trenta-dues etapes en total).
L'argument ens situa en Ripple Star, on habiten éssers amb forma de fada. Un dia el cel s'enfosqueix, i misteriosos núvols formats per matèria fosca, provinents de la font de matèria fosca un ser conegut com a Dark Matter, apareixen de sobte. Aquest ésser tracta si es fes amb el cristall místic, el major tresor dels habitants de Ripple Star. La petita Ribbon d'aquest món fuig amb el cristall però es veu perseguida pels núvols de matèria fosca. Durant la persecució el cristall es trenca en fragments (en el joc no es poden explicar les peces, ja que algunes són més grans que les altres) que es divideixen per tot el Sistema planetari. Un d'aquests cristalls és trobat per Kirby i ella té un altre de Ripple Star. Kirby, després d'escoltar el succeït, part a la recerca dels cristalls.A la seva recerca s'uneixen amics i no tan amics. Quan finalment Kirby venç a Dark Matter i recupera els fragments del místic cristall, això solament origina un nou i perillós enemic que aquesta vegada està més prop del cristall.

## Personatges
Hi ha cinc personatges en el joc que són el Rei Dedede, Adeleine, Waddle Dee, Ribbon i Kirby. Però únicament controlarem a Kirby (i al Rei Dedede en algunes parts del joc). La resta de personatges ens ajudaran al llarg del joc.
Waddle Dee: Apareix en diversos nivells oferint algun tipus d'ajuda com obrir algun camí o guiar juntament amb Kirby, un transport com un vaixell o un trineu, en alguna secció de certs nivells.
Adeleine: Dibuixa objectes en certs llocs de diversos nivells perquè Kirby s'afavoreixi d'ells, també dona pistes per trobar alguns cristalls.
Rei Dedede: En alguns nivells kirby es pot muntar damunt del Rei Dedede i usar el seu martell per obrir-se pas a través d'alguna secció de diversos nivells, també ofereix un altre tipus d'ajuda com destruir alguna roca en el camí o "catapultar" a Kirby cap a una altra secció del mateix nivell.
Ribbon: Sempre que Kirby trobi un cristall, Ribbon apareix i ho pren, això és molt el que fa en cada nivell però en l'última batalla contra O2, Ribbon subjecta a Kirby i ho ajuda a volar mentre est ataca (I si s'adonen en la batalla Ribbon té els ulls negres, ha de ser un error).

## Rebuda
Kirby 64 va rebre "ressenyes generalment favorables" segons el lloc web Metacritic. Molts crítics van acusar el joc de ser massa curt i fàcil, mentre que altres van gaudir del disseny de diversos nivells i de gràfics colorits. GameSpot va declarar, "Mentre que alguns podrien ser retorçats inicialment per la naturalesa juvenil de Kirby 64, la profunditat del sistema de combinació d'energia realment aporta molt a allò que d'una altra manera seria un joc de plataformes corrent." Aaron Boulding d'IGN també va parlar molt bé de la mecànica de la combinació d'habilitats, afirmant "aquesta és una de les idees més innovadores que hem vist en un videojoc des de fa molt de temps." Al Japó, Famitsu li va donar una puntuació de set, un nou i dos vuits per a un total de 32 sobre 40.
Al maig de 2000, Kirby 64 havia venut 542.443 unitats només al Japó. El joc va tenir un gran èxit comercial, va vendre més de 1,07 milions de còpies al Japó i 541.600 còpies als Estats Units.